# Romans and Reivers Route

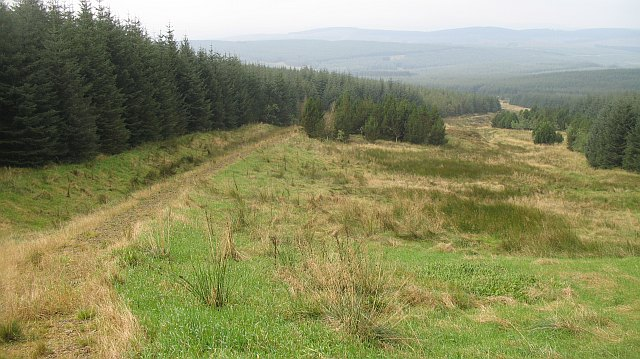

De Romans and Reivers Route is een langeafstandswandelpad (Great Trail) in Schotland. Het pad is 84 kilometer lang en loopt van Forest of Ae tot Hawick.